# 弗洛伊德鎮區 (伊利諾伊州沃倫縣)
弗洛伊德鎮區（英語：Floyd Township）是位於美國伊利諾伊州沃倫縣的一個行政鎮區。

## 地方資料
根據2010年美國人口普查的數據，弗洛伊德鎮區的面積為92.50平方千米，當中陸地面積為92.50平方千米，而水域面積為0.00平方千米。當地共有人口470人，而人口密度為每平方千米5.08人。